# Otorrea
L'otorrea è la secrezione prodotta dal condotto uditivo esterno in seguito alla perforazione della membrana timpanica. Si possono avere secrezioni di fluido dal siero al sangue, fino al liquido cerebrospinale e ai suoi essudati nel caso di un'infiammazione purulenta. Un'otorrea è, sovente, sintomo comune di patologia auricolare.

## Eziologia
Le cause dell'otorrea sono le seguenti:
- Infezione
- Presenza di corpo estraneo nell'orecchio
- Trauma fisico
- Allergia
- Neoplasia
- Fistola liquorale (otoliquorrea)

## Esame
L'esame anamnestico tenta di stabilire una diagnosi in cui rilevare, tra le altre cose: la cronicità, l'acutezza, la secrezione unilaterale o bilaterale e la continuità della patologia.